# Глушка (Габрово)
Глушка (болг. Глушка) — село (поселення) в Габровській області Болгарії, підпорядковане общині Дряново. В селі налічується 7 мешканців.